# Ontspoord
Ontspoord was een Vlaamse fictiereeks van VTM uit 2013, gebaseerd op waargebeurde misdaadverhalen. De reeks werd geproduceerd door Menuet.

## Afleveringen
Van de reeks werden 6 afleveringen opgenomen, die elk volledig op zichzelf staan en een eigen cast hebben.
- Daisy V. – gebaseerd op "De beerputmoord" uit 1993 – uitgezonden op 27 november 2013

Met onder anderen: Barbara Sarafian, Nico Sturm, Gene Bervoets, Kim Hertogs, Steven Boen, Luc Nuyens en Steve Geerts
- In goede en kwade dagen – gebaseerd op "De zaak Ronald Janssen" uit 2010 – niet uitgezonden

Met onder anderen: Stijn Van Opstal, Sven De Ridder, Inge Paulussen, Gert Lahousse, Kürt Rogiers en An Vanderstighelen
- Zonder pardon – gebaseerd op "De zaak Hans Van Themsche" uit 2006 – niet uitgezonden

Met onder anderen: Hilde De Baerdemaeker, Ben Van den Heuvel, Hilde Heijnen en Rudy Morren
- Borderline – gebaseerd op "De zaak Kim De Gelder" uit 2009 – niet uitgezonden

Met onder anderen: Robbie Cleiren, Lynn Van Royen, Kristine Van Pellicom, Tom Audenaert, Anemone Valcke, Tine Embrechts en Truus Druyts
- Zot van liefde – gebaseerd op "De zaak Walter Vandereycken" uit 2012 – niet uitgezonden

Met onder anderen: Ruth Becquart, Bert Cosemans, Camilia Blereau, Dirk Van Dijck, Tania Kloek, Hans De Munter en Reinhilde Van Driel
- Bisschop Moers – gebaseerd op "De zaak Roger Vangheluwe" uit 2010 – niet uitgezonden

Met onder anderen: Serge-Henri Valcke, Katrien Vandendries, Warre Borgmans, Tine Laureyns, Bert Haelvoet, Tom Van Bauwel en Stefan Perceval

## Opnames
De opnames liepen van 8 april 2013 tot en met 1 juli 2013. Er werd onder meer op locatie gefilmd in Keerbergen, Gent, Wilrijk, Mechelen, Antwerpen en Schaarbeek.